# 不死身の第四小隊
不死身の第四小隊（ふじみのだいよんしょうたい、Immortal The 04th Platoon）は、ガンダムシリーズのOVA『機動戦士ガンダム0083 STARDUST MEMORY』に登場する架空の小隊。本項では小隊隊員についても記述する。

## 概要
地球連邦軍に所属する、サウス・バニング、アルファ・A・ベイト、ベルナルド・モンシア、チャップ・アデルら4人のモビルスーツ (MS) パイロットで構成される。なお、『機動戦士ガンダム0083 STARDUST MEMORY』で描かれるデラーズ紛争のほか、設定上では『機動戦士ガンダム』の舞台である一年戦争にも参加している。デラーズ紛争終結後、戦死したバニングを除く3名は、一部隊員を除いた旧アルビオン乗員と共にティターンズへ入隊してアレキサンドリア級巡洋艦アル・ギザのMSパイロットに配属されるが、その後の動向は不明である。
「不死身の第四小隊」の名は、屈指の激戦であるソロモン攻略戦やア・バオア・クー攻略戦の中においても、1人の戦死者も出さずに終戦まで戦い抜いたことに由来する。ただし、この隊名は通称に過ぎず、制式名称は「第二連合艦隊第4MS小隊」である。MSはジムタイプに搭乗し（プラモデルの説明書やムック本・ゲームによって搭乗機体が異なる）、カメレオンとローマ数字の4（IV）をモチーフとした部隊章をもつ。
漫画『MSV-R 虹霓のシン・マツナガ』では、宇宙世紀0079年7月にジャブローでザニーや鹵獲したザクIIに搭乗してMSの操縦訓練を行っている様子が描かれている。

## メンバー

### サウス・バニング
South Burning
- 声：菅原正志

階級は大尉。39歳。ベテランのMSパイロットで、乗機はジム改およびジム・カスタム。妻のシルビアのスナップ写真を常に携帯しているが、彼女とは別居状態（バニングに宛てた手紙ではシルビアの住所は"CA.USA"と記載されていた）である。
一年戦争時は「不死身の第四小隊」の隊長として、ベイト、モンシア、アデルを率いている（当時の階級は中尉）。戦後はトリントン基地所属の教官としてテストパイロットたちを指揮する立場にいるが、年齢的に体力の限界を感じて引退を考えるようになる。実際、作中では搭乗機の加速中にレッドアウトの症状が出ている。
デラーズ・フリートによってガンダム試作2号機が強奪された際には、コウ・ウラキ、キース、アレンを伴い追撃を行う。この際の交戦でザメルを辛うじて相打ちに持ち込むものの脚を負傷し、治りの遅さから老いを実感する台詞を残している。その後、2号機奪還のためにアルビオンのMS隊隊長として選任され、乗艦する。傷が癒えるまでは艦内でMS部隊の指揮を執るが、シーマ艦隊との交戦中にコウが地上装備の試作1号機で無断出撃した際には自らギプスを砕き、ジム・カスタムで救援に向かっている。フォン・ブラウン市出港後にはMSパイロットとして復帰し、アルビオン隊の戦力の要となる。
コウやキースには厳しく接しているが、それは上官として部下を思いやる気持ちの裏返しであり、初期にベイトやモンシアが二人をただ馬鹿にしていたのとは違う。ベイト、モンシア、アデルからも、恐れられながら慕われている。ただし、同僚のカレントによれば「スケベ野郎」とのことで、女性には意外に手が早い様子（第6話ではそれを裏付けるように、両手に女性を抱えて店に入ろうとしたところをモンシアに見られ、引き返すといった描写が散見される）。既婚者であるにもかかわらず行状は改まっておらず、妻のシルビアと別居状態なのも、その性格面が一因となっている模様。
シーマ艦隊とグリーン・ワイアットの接触時にはデラーズ・フリートの「星の屑作戦」に関する機密文書を入手するが、その直後にシーマのゲルググMの奇襲で乗機が被弾し、母艦への帰還途中に機密文書の重要個所の内容に驚愕の声を上げた瞬間、被弾箇所が爆発して死亡する。
漫画版のうち夏元雅人版の『機動戦士ガンダム0083 REBELLION』では、暗礁宙域で遭遇したケリィ・レズナーのヴァル・ヴァロのクローにコックピットを掻き切られ戦死する。松浦まさふみ版と加登屋みつる版では最後まで生存している。なお、加登屋版では一人称が「私」になっている。
DNA出版の『ギレンの野望 コミックアンソロジー』に掲載された、高山瑞穂の漫画『バニングス・リポート 蒼の残照』では、一年戦争中にブルーディスティニー2号機と3号機の戦いを偶然目撃したという設定で、バニングの視点から『機動戦士ガンダム外伝 THE BLUE DESTINY』の顛末が描かれている。
ゲーム『機動戦士ガンダム スピリッツオブジオン』では、ステージソロモン攻防戦に登場、搭乗の機体はジム・スナイパーII。ベイト、モンシア、アデルを率い修羅の双星と交戦する。
ゲーム『機動戦士ガンダム U.C. ENGAGE』のイベント「ソロモンの悪夢」では、小隊でソーラ・システムの防衛に参加する。イベントクリア後の短編アニメ（サンライズ制作）では、ソロモン攻略戦終盤でガトーのリック・ドム1機によって味方の戦闘艦が次々と撃沈される光景に「悪夢だ」と口走る。なお、乗機のジムは漫画版『機動戦士ガンダム THE ORIGIN』に登場するものと同じ外観である（ベイトとモンシアも同様）。

### アルファ・A・ベイト
Alpha A. Bait
- 声：戸谷公次 / 今村直樹（『SDガンダム GGENERATION SPIRITS』以降のゲーム作品）

階級は中尉。年齢は28歳。アメリカ系。アルビオンに補充要員として配属されたMSのベテランパイロット。乗機はジム・カスタム。
一年戦争では「不死身の第四小隊」で終戦まで戦い抜く。マイペースな皮肉屋。やや協調性に欠けるところがあり、当初はモンシアとともによくトラブルを起こしているが、バニングの死後に戦時大尉となり、アルビオンのMS隊隊長に就いてからはよく隊をまとめ、デラーズ紛争を生き抜く。
ゲーム『機動戦士ガンダム スピリッツオブジオン』では、ステージソロモン攻防戦に登場。搭乗の機体はジム・コマンド宇宙型。

### チャップ・アデル
Chap Adel
- 声：幹本雄之[注釈 3]

階級は少尉。年齢は24歳。メキシコ系。一年戦争時は「不死身の第四小隊」でジム・キャノンをはじめとする中距離砲撃機に搭乗し、他の隊員のサポートに回っている。アルビオン搭乗後はジム・キャノンIIのパイロットとしてデラーズ紛争を戦い抜く。既婚者でもあり家庭は円満なようで、他の3人とは違い不貞を働くような描写は一切無い。
優秀なパイロットだがそれを鼻にかけない温和で真面目な性格で、ベイトやモンシアをいさめることも多く、階級が下であるにもかかわらず意見を通すこともある。また、コウやキースを「ヒヨッコ」「計算外」と馬鹿にしていた他の2人と違い、戦いの恐怖に慌てるキースに声をかけて落ち着かせるなど、先輩としての気配りを見せるシーンもあり、総じてクセ者揃いの「不死身の第四小隊」の中では一番の常識人である。
ゲーム『機動戦士ガンダム スピリッツオブジオン』では、ステージソロモン攻防戦に登場。搭乗の機体はジム・コマンド宇宙型。コウ・ウラキ、キース、アレンを伴い、修羅の双星と交戦する。
ゲーム『機動戦士ガンダム U.C. ENGAGE』内の短編アニメ「ソロモンの悪夢」では、ジム・キャノン（空間突撃仕様）に搭乗している。

### ベルナルド・モンシア
Bernard Monsha
- 声：茶風林

階級は中尉。年齢は28歳。イタリア系。OVA第4話までクレジットでは「モンシャ」と表記されていた。一年戦争中はバニングの部下として各地を転戦している。ガンダム試作2号機強奪後、アルビオンに補充パイロットとして着任し、いわゆる新兵いじめをする意地の悪い先輩士官の役どころで登場する。アルビオンの着艦デッキ壁面の基板に悪戯してコウのコア・ファイターIIの着艦を妨害し、大事故につながる寸前の危険な行為すら行ううえ、試作1号機のパイロットの座とニナを巡り争うも敗れ、その後も彼をいびり続けるが、最後は互いを認め合い仲間として接する。仲間と認めた相手にはとことん情に篤いが、それ以外には横暴かつ陰険な態度で接する狭量な性格。搭乗機はジム・カスタム。
無類の女好きで、マリーという恋人がいるものの暇さえあれば女に手を出し、ブランデーをボトルで携行するほどの酒好き。また、パイロットとしては優秀であるほか、バニングを心の底から尊敬しており、彼の死に際しては人目もはばからずに号泣しているが、スペースノイドを「宇宙人」と侮っており、バニング戦死後はその恨みと憂さをジオン残党の捕虜に叩きつけるように虐待するなど地球至上主義的傾向を持つトラブルメーカーである。
加登屋みつるの漫画版ではアルビオンに乗り組んだコウやキースを率いる小隊長として登場し、後に戦死している。原作同様粗野ではあるものの落着きのある良識的な人物として描かれており、ニナにのぼせるコウを叱咤している。
『A.O.Z Re-Boot ガンダム・インレ-くろうさぎのみた夢-』では、グリプス戦役後にティターンズ敗残兵として火星に落ち延び、乗り気ではないもののドナルドという偽名を名乗ってレジオンに所属している。パイプライン破損事故で犯人として仕立て上げられ独房に収監された。その後、ジム・クゥエルで複数のTR-6と戦う「うさぎ狩り」に掛けられ処刑されたかに見えたが生還している。
ゲーム『機動戦士ガンダム めぐりあい宇宙』ではア・バオア・クーのステージで声のみ登場し、バニング率いる小隊でジムに乗っている。アムロ・レイの乗るガンダムを見て「あれに乗ってみたい」と発言している。搭乗直後に機体を奪取されているが、『第2次スーパーロボット大戦α』ではガンダム試作2号機に搭乗している。
ゲーム『機動戦士ガンダム スピリッツオブジオン』では、ステージソロモン攻防戦に登場。搭乗の機体はジム・コマンド宇宙型。